# فرودگاه بین‌المللی آرکانزاس
فرودگاه بین‌المللی آرکانزاس (به انگلیسی: Arkansas International Airport) یک فرودگاه همگانی بهره‌برداری هوایی با کد یاتا BYH است که یک باند فرود بتن دارد و طول باند آن ۳۵۳۶ متر است. این فرودگاه در کشور ایالات متحده آمریکا قرار دارد و در ارتفاع ۷۷ متری از سطح دریا واقع شده‌است.